# Окулярник сірий
Окулярник сірий (Zosterops cinereus) — вид горобцеподібних птахів родини окулярникових (Zosteropidae). Ендемік Федеративних Штатів Мікронезії. Раніше вважався конспецифічним з погнпейським окулярником.

## Опис
Довжина птаха становить 10-11 см. Верхня частина тіла попелясто-сіра, нижня частина тіла світло-сіра, боки дещо темніші. Навколо очей вузькі, часто малопомітні білі кільця. Дзьоб темно-коричневий, лапи жовтувато-сірі, очі карі. У молодих птахів забарвлення темніше, а дзьоб жовтувато-роговий з темним кінчиком.

## Поширення і екологія
Сірі окулярники є ендеміками острова Косрае. Вони живуть в тропічних лісах, чагарникових заростях і на плантаціях.

## Поведінка
Сірі окулярники харчуються ягодами, насінням і комахами.